# Macedonio Melloni
Macedonio Melloni (Parma 11 de abril de 1798-Portici 12 de agosto de 1854) fue un Científico italiano.
Su fama está ligada a sus estudios sobre los rayos infrarrojos, que inició en 1831 junto a Leopoldo Nobili. Ideó un aparato al que denominó "termomoltiplicatore", que era una combinación de pila termoeléctrica y galvanómetro. 
Ostentó los cargos de profesor de física en la Universidad de Nápoles, director del conservatorio de Artes y Oficios , y desde 1847, del Observatorio Vesubiano. 